# Sadóvoie (Adiguèsia)
Sadóvoie — Садовое (rus) — és un poble de la República d'Adiguèsia, a Rússia. Es troba a 17 km al sud-est de Krasnogvardéiskoie i a 54 km al nord-oest de Maikop, la capital de la república. Pertanyen a aquest municipi el poble de Verkhnenazàrovskoie i l'aül de Bjedugkhabl.